# Prasinocyma germinaria
Prasinocyma germinaria är en fjärilsart som beskrevs av Achille Guenée 1857. Prasinocyma germinaria ingår i släktet Prasinocyma och familjen mätare. Inga underarter finns listade i Catalogue of Life.